# Wigilia św. Jana

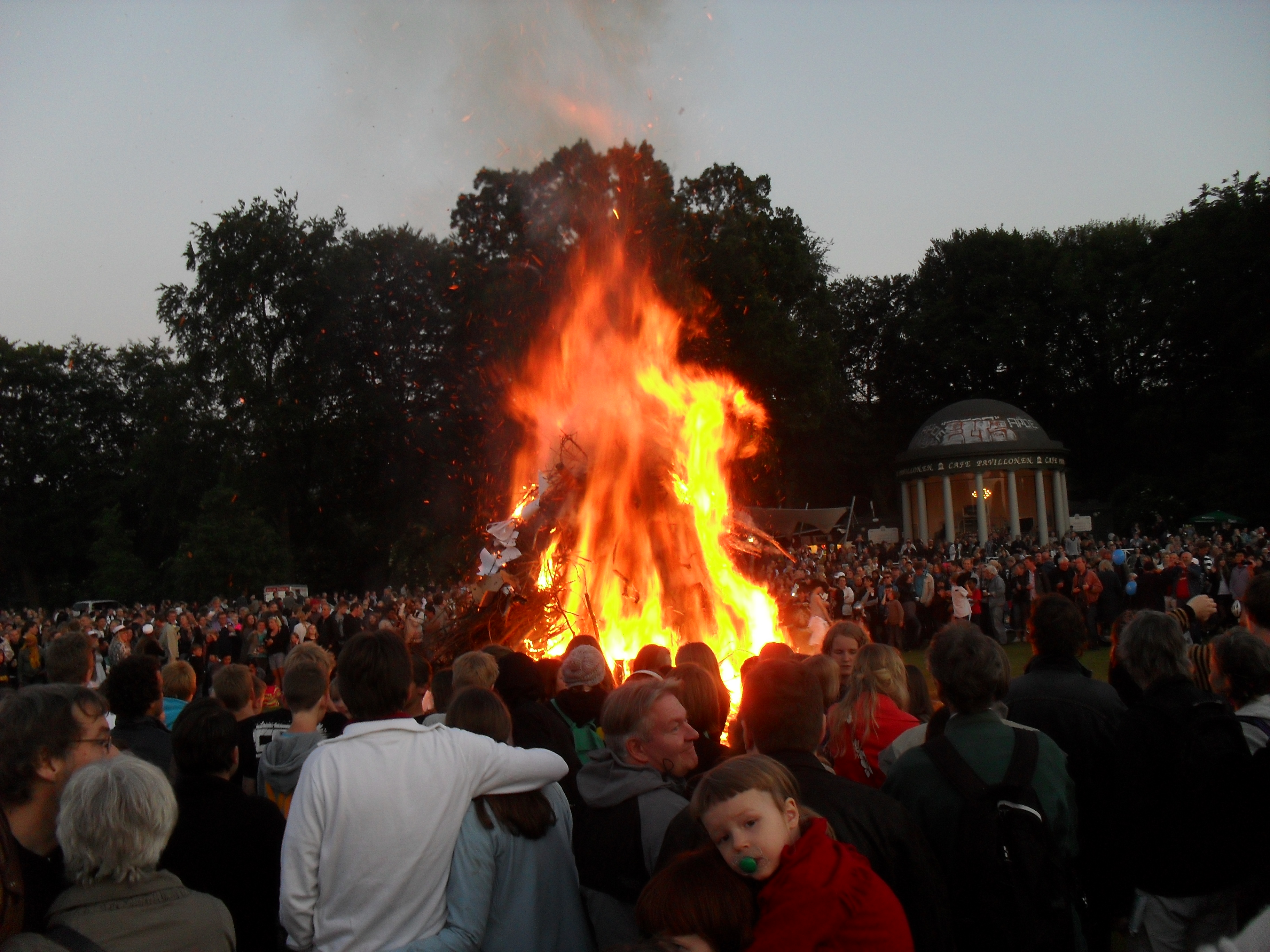
Ognie Świętego Jana (Sankthansbål) w Fælledparken (Kopenhaga)

Wigilia św. Jana, noc świętojańska – święto obchodzone w nocy z 23 na 24 czerwca w wigilię świętego Jana Chrzciciela, będące próbą zasymilowania przez chrześcijaństwo pogańskich obrzędów związanych z letnim przesileniem słońca.
W obrzędowości prawosławnej wigilia św. Jana wypada 23 czerwca według używanego przez odpowiedni kościół kalendarza i poprzedza święto Narodzenia proroka Jana Chrzciciela.
W tradycji wschodniosłowiańskiej święto Iwana Kupały (ukr. Свято Івана Купала; ros. Иван Купала) obchodzone jest głównie na Ukrainie, Białorusi i Rosji w dniu 23 czerwca według kalendarza juliańskiego, czyli 6 lipca według kalendarza gregoriańskiego. Ma ono wiele zapożyczeń z wcześniejszego, pogańskiego święta tzw. Nocy Kupały.
W krajach anglojęzycznych pod nazwą Midsummer, w niemieckojęzycznych Mittsommerfest.
W Polsce Kościół katolicki, nie mogąc wykorzenić z obyczajowości ludowej corocznych obchodów pogańskiej sobótki (nocy Kupały), podjął próbę zasymilowania święta z obrzędowością chrześcijańską.

## Początki zwyczaju
Święto i zwyczaj o podobnym charakterze istniały na terytorium historycznych Włoch, gdzie nazywane było Sobatiną na cześć bogini Pales, w Panonii palilią. W kręgu kultury celtyckiej święta Beltane („powrót słońca”) i związanego z nim rytuału składania ofiar z Wierzbina. Corocznie w dniu 21 czerwca, przyjeżdżają do Stonehenge tłumne pielgrzymki, aby obserwować pierwszy promień wschodzącego słońca.

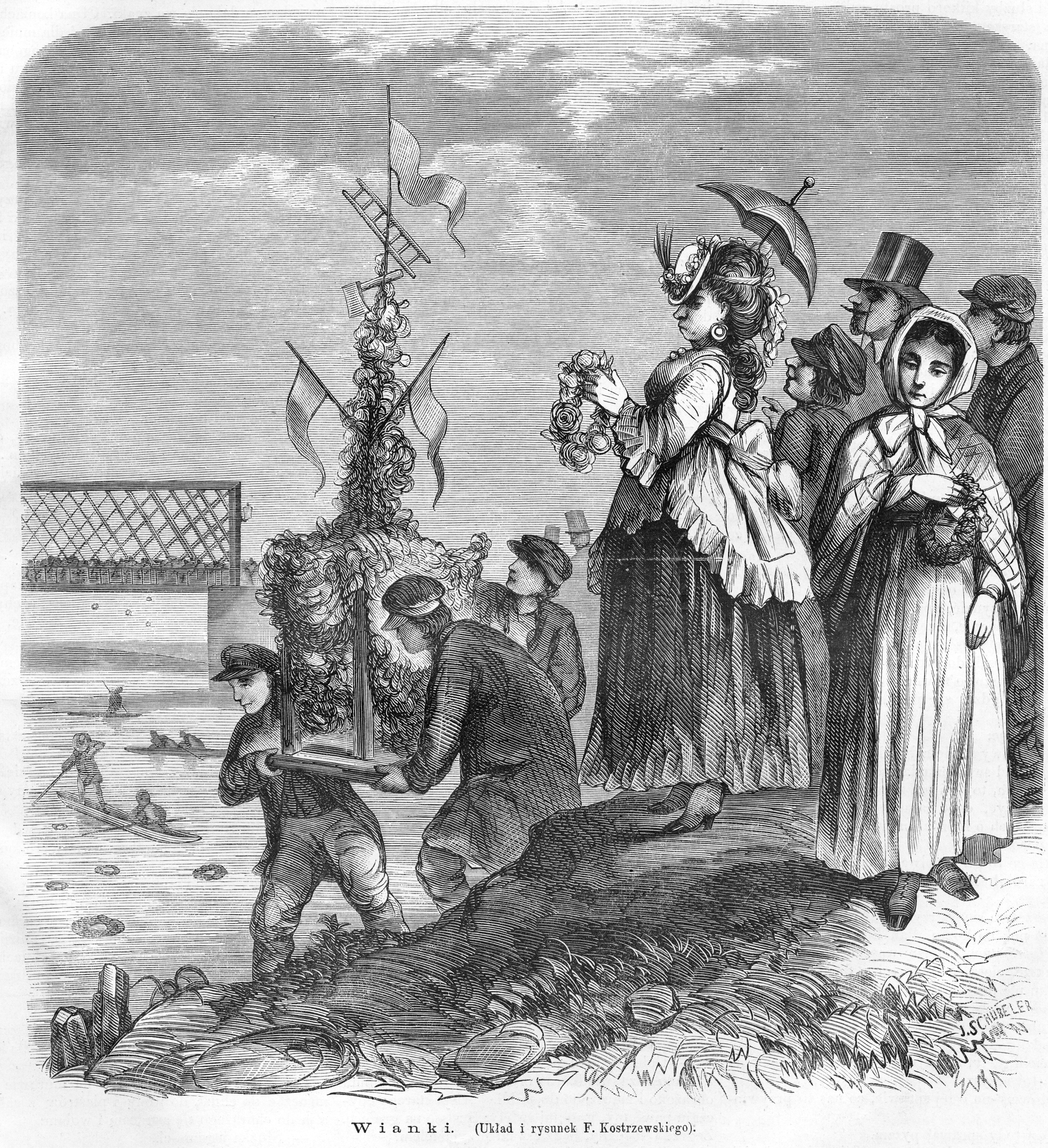
Uroczystość Wianków w Warszawie w 1870 roku

## Symbole
Do głównego rytuału adaptowanego obrzędu w zależności od regionu należało (należy):
- palenie ognia (np. na południu Polski)[2][f], w Małopolsce, na Śląsku[3] i Pomorzu – tzw. sobótka[g], na Warmii i Mazurach Palinocka[4] lub ognie świętojańskie m.in. w krajach skandynawskich i anglo-saskich oraz Wielkopolska i historyczne Pomorze Zachodnie[h],
- skoki przez ognisko (np. Niemcy, Polska, Litwa, Łotwa, Rosja),
- palenie kukły (np. Irlandia, Francja, południowa Polska, Ukraina),
- tańce dziewcząt wokół rozpalonego w nocy ogniska (np. Białoruś, Podlasie),
- obrzęd zarzucania wianków przez głowę na drzewa (np. historyczna Wielkopolska, Pomorze, Warmia i Mazury),
- puszczanie wianków po wodzie (np. Kraków/Wianki, Mazowsze, Rosja),
- kąpanie się (np. Białoruś),
- wieńczenie zielem (np. Polska, Szwecja, Dania, Niemcy, Rosja itd.).

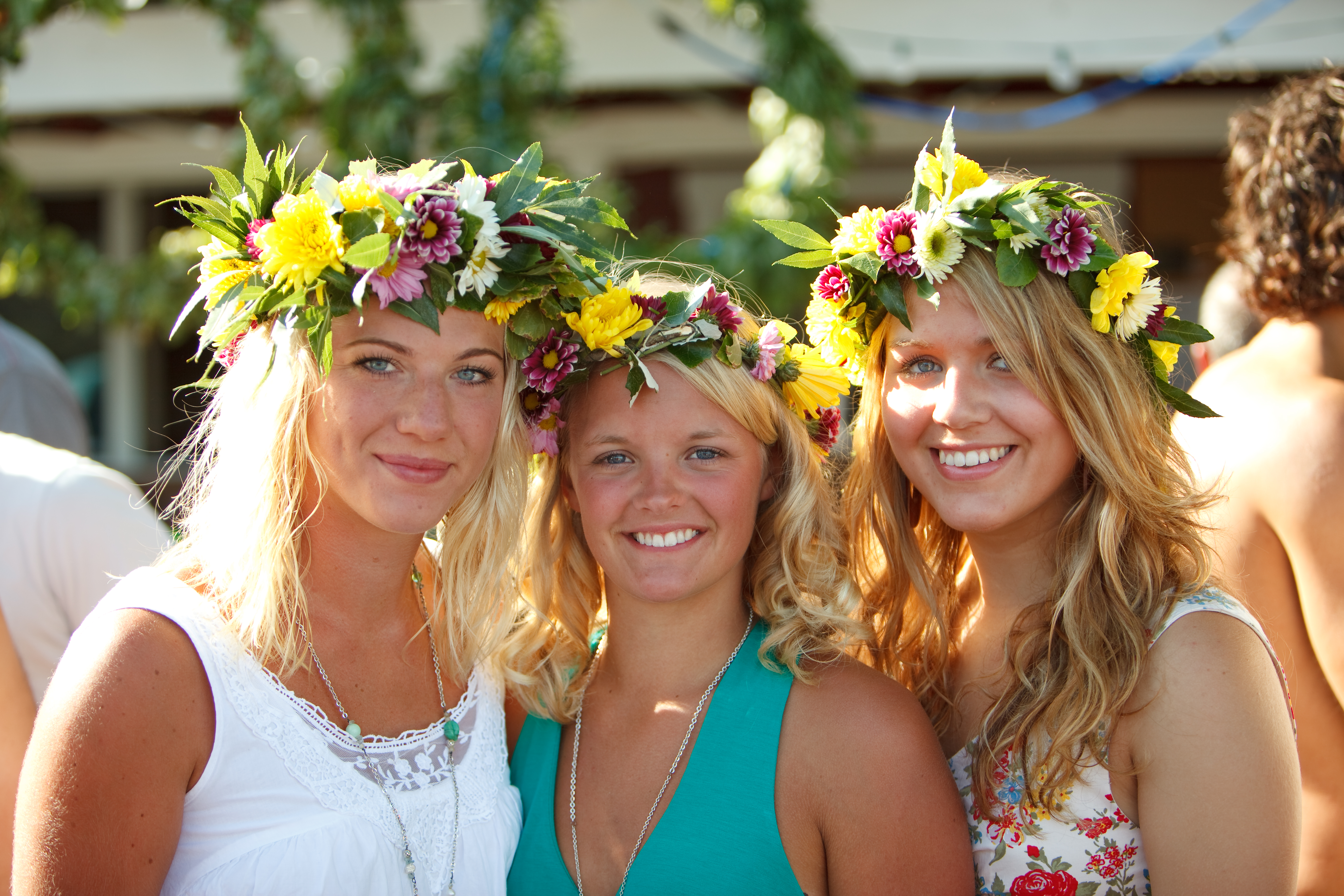
Szwedki w wiankach.

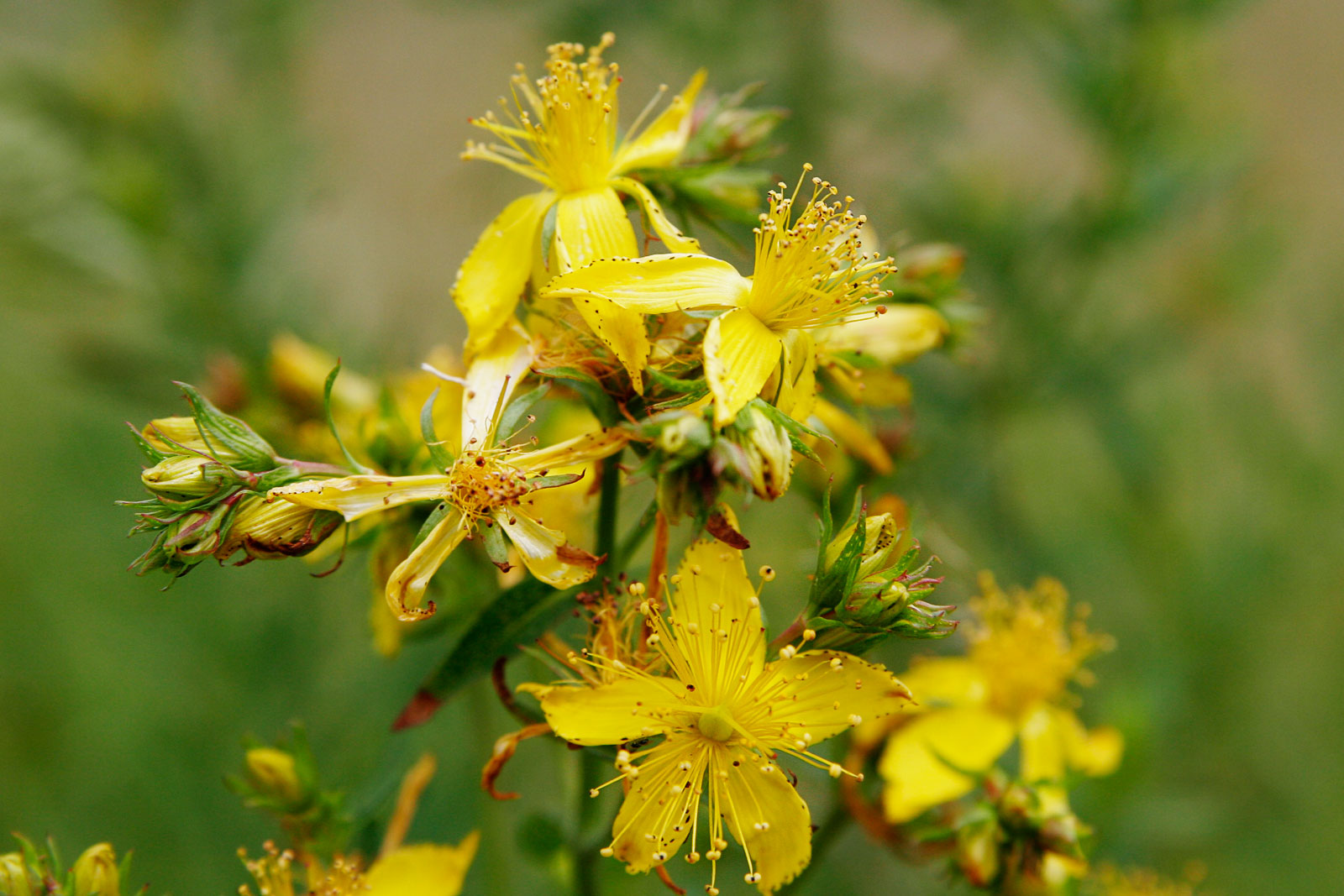
Kwiat dziurawca zwany również zielem św. Jana

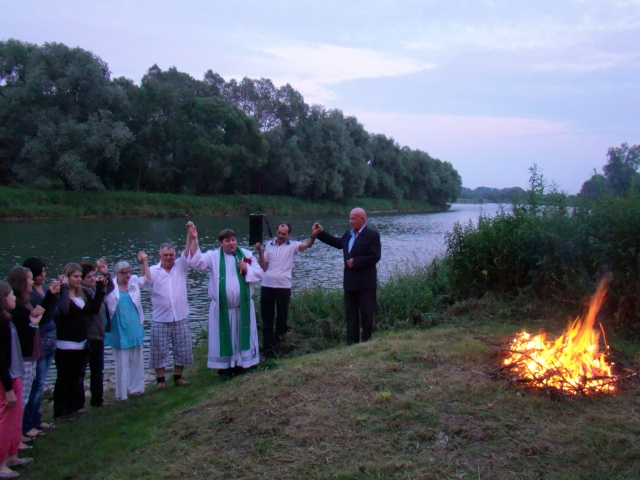
Wieczór świętojański z modlitwą i śpiewem przy zapalanej sobótce nad Sanem.

W przypadającą na 23–24 czerwca wigilię św. Jana, przeprowadzano tzw. obrzęd święcenia wody. W liturgii kościelnej zastosowanie miały również sekwencje i hymny świętojańskie, które przywędrowały do Polski z Zachodu. W kościołach chrześcijańskich jest to również okres przede wszystkim święcenia ziół leczniczych. Z ziół obowiązkowo święcone są dziurawiec, macierzanka oraz kwiaty ogrodowe. Dziurawiec używany w ludowej medycynie i magicznych praktykach, nosił podwójną nazwę: ziela guślarskiego lub świętojańskiego. W chorobie miała także pomagać paproć trzymana w izbie. W krajach bałtyckich i skandynawskich święto Jana Chrzciciela nazywa się również „dniem lub wieczorem ziół”.
W wigilię św. Jana we wsiach dorzecza Sanu pospolite było przysłowie „Na św. Marka sieje się ostatni owies, pierwsza tatarka”.
Tradycja świętojańska ma też w Polsce cechy wybitnie towarzyskie, kontynuowane do dziś.